# Joseph Scheidegger

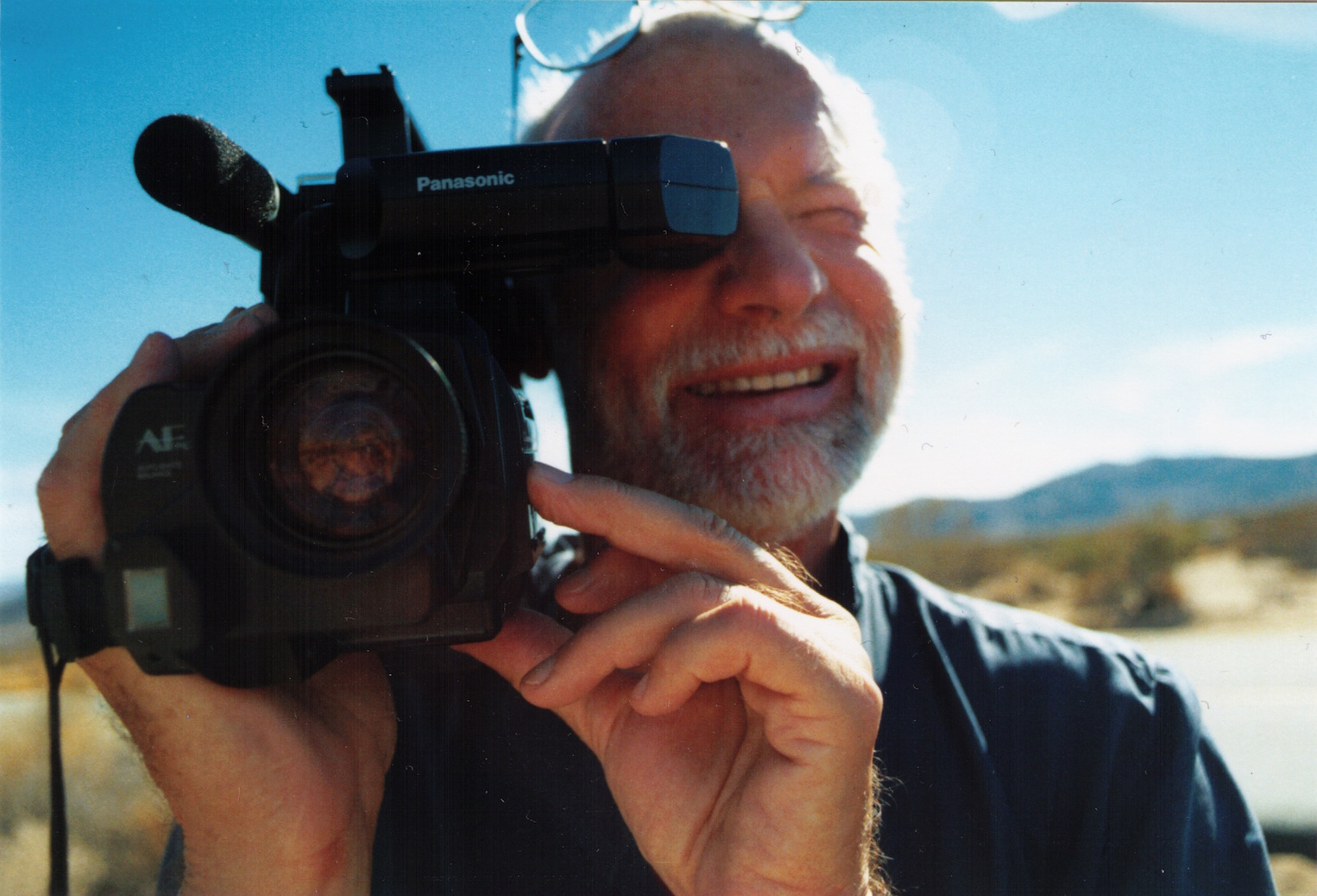
Joseph Scheidegger (1989)

Joseph Scheidegger (* 30. April 1929 in Zürich; † 23. März 2012 in Zollikerberg) war ein Schweizer Schauspieler, Hörspiel- und Filmregisseur, Dramaturg und Drehbuchautor.

## Leben
Joseph Scheidegger bildete sich von 1946 bis 1949 am Bühnenstudio Zürich zum Schauspieler aus. Es folgten Engagements unter anderem am Schauspielhaus Zürich, an den Münchner Kammerspielen, am Stadttheater Basel und am Staatstheater Wiesbaden.
Ab 1956 arbeitete er als freischaffender Schauspieler, Mitarbeiter beim Schweizer Radio DRS als Sprecher, Übersetzer, Reporter, Regisseur von Hörspielen und Redaktor des «Montagstudios», später als Ressortleiter am Radio Studio Basel. Unter seiner Leitung wurden viele Texte von Schweizer Autoren uraufgeführt, darunter Jörg Steiner, Walter Vogt, Gerhard Meier, Werner Schmidli, Erica Pedretti. Scheidegger spielte Rollen in zahlreichen Filmen und realisierte über 200 Hörspiele als Regisseur und/oder Sprecher und als Erster in der Schweiz Hörspiele in Stereo.
Ab 1964 war er regelmässiger Mitarbeiter des Schweizer Fernsehens als Dramaturg, Regisseur und Drehbuchautor. Als Redaktor und Regisseur der Abteilung «Dramatik» realisierte er Fernsehspiele und Serien von Schweizer Autoren, darunter Lukas Hartmann, Klaus Merz, Oscar Peer, Werner Schmidli, Walter Vogt, Werner Wüthrich, Emil Zopfi. Er drehte Porträts unter anderem über Autoren wie Elias Canetti, Friedrich Dürrenmatt, Franz Hohler und Gerhard Meier.
Joseph Scheidegger war zweimal verheiratet und Vater von vier Kindern. Seine Tochter Eva Vitija hat mit dem Dokumentarfilm «Das Leben drehen» ein sehr persönliches Porträt ihres Vaters geschaffen; der Film wurde 2016 mit dem Zürcher Filmpreis ausgezeichnet.

## Werkverzeichnis Filme als Regisseur (Auswahl)
- Spiele der Macht – Ein nicht ganz absurdes Fernsehspiel von Walter Vogt. Fernsehen DRS, 1970.
- Fünf Frauen. Fernsehspiel von Lys Wiedmer. Fernsehen DRS, 1973.
- Familienobe. Fernsehspiel von Werner Schmidli. Fernsehen DRS, 1974.
- Das Interview – Leben und Werk. Drehbuch Yvette und Herbert Zgraggen. Fernsehen DRS, 1975.
- Inquisition. Fernsehfilm von Walter Vogt. Fernsehen DRS, 1975.
- Herabsetzung des Personalbestandes. Fernsehfilm von E. Y. Meyer. Fernsehen DRS, 1976.
- Landflucht. Fernsehfilm von Werner Wüthrich. Fernsehen DRS, 1979.
- Vermisst wird. Fernsehspiel nach dem Buch Gustav’s Untaten von Werner Schmidli. Fernsehen DRS, 1982.
- Der Computerkiller. Fernsehfilm nach dem Drehbuch von Emil Zopfi. Fernsehen DRS, 1985.
- Retuorn. Nach der Erzählung Accord von Oscar Peer in Romanisch, der erste Fernsehfilm in rätoromanischer Sprache des Schweizer Fernsehens DRS. Fernsehen DRS, 1986.
- Seniorentango. Fernsehfilm von Angelo Scudeletti. Fernsehen DRS, 1986.
- Die Gewalt der Friedfertigen: Frère Roger von Taizé. Fernsehen DRS, 14. Januar 1992.
- Schnurstracks. Video Tanzprojekt von Brigitta Ehrismann. Regie, Kamera, Ton, Schnitt: Joseph Scheidegger, 1999.
- Waldtage. Video Waldkindergarten mit Anna Leiser. Regie, Kamera, Ton, Schnitt: Joseph Scheidegger, 1999.
- Tante Rosi. Video für die Ausstellung «Last minute. Eine Ausstellung zu Sterben und Tod» im Stapferhaus. Regie, Kamera, Ton, Schnitt: Joseph Scheidegger, 2000.
- Man muss lange schauen, um etwas zu sehen. Künstlerporträt über Verena Anderegg und Friedrich Reinhard Brüderlin. Regie, Kamera, Ton, Schnitt: Joseph Scheidegger, PS Productions. 2002.

## Werkverzeichnis Hörspiele als Regisseur (Auswahl)
- Einführung in die Philosophie. Sendung über Karl Jaspers. Radio DRS, 15./22. Juni 1962.
- Russisches Roulette von Alfred Andersch. Radio DRS, 13./15. August 1962.
- Der Turm von Peter Weiss. Radio DRS, 19./24. November 1962.
- Der Zauberpunsch von Michael Ende. Radio DRS, 17. Dezember 1963.
- Gespräch um Nichts von Werner Schmidli. Radio DRS, 7. September 1964.
- Die Wunde von Ted Hughes. Radio DRS, 1965.
- Die Geschichte des Matthias von Werner Schmidli. Radio DRS, 13. August 1966.
- Ds Bett von Jörg Steiner. Radio DRS, 9. Januar 1967.
- Die Zimmerschlacht von Martin Walser. Radio DRS, 1. April 1968.
- Ferien in Florida von Gert Hofmann. Radio DRS, 6. Juli 1968.
- Wer kennt den Mann von René Regennass. Radio DRS, 3. Februar 1969.
- Die erzwungene Heirat von Jean Baptiste Molière. Radio DRS, 7. April 1969.
- Badekur von Erica Pedretti. Radio DRS, 3. Dezember 1969.
- Feldgraue Scheiben von Hanspeter Gschwend. Radio DRS, 25. September 1970.
- D’Muetter stirbt am Mäntigzobe von Alain Claude Sulzer. Radio DRS, 7. Dezember 1970.
- Eisenwichser von Heinrich Henkel. Radio DRS, 1971.
- D’Schlummermuetter von Hansjörg Schneider. Radio DRS, 5. April 1971.
- Heureka von Gerhard Meier. Radio DRS, 29. Januar 1972.
- Catch as Katz can von Erica Pedretti. Radio DRS, 6. März 1972. Erstes Stereohörspiel.
- Der grosse Tag von Gerhard Meier. Radio DRS, 28. Mai 1973.
- Brrrm, brrrm, brrmmmm von Ernst Burren. Radio DRS, 27. August 1973.
- Der Neueintritt von Henrik Rhyn. Radio DRS, 30. September 1973.
- Im Park von Hanspeter Gschwend. Radio DRS, 1974.
- Die langen Jahre der Anna Ehrismann von Herbert Meier. Radio DRS, 2. Juni 1974.
- Knöpfe von Ilse Aichinger. Radio DRS, 12. Oktober 1974.
- Eine entfernte Ähnlichkeit von E. Y. Meyer. Radio DRS, 3. März 1975.
- Oh Mueter, liebi Mueter von Jochen Ziem. Radio DRS, 11. Februar 1987.
- De Bärni Lips gaht uf Tutti von Hans Peter Treichler. Radio DRS, 22. April 1987.

## Auszeichnungen
- 1965 Prix Suisse für das Hörspiel «Die Wunde» von Ted Hughes.
- 1970 Prix Suisse für das Hörspiel «Badekur» von Erica Pedretti.
- 1971 Zürcher Radiopreis für das Hörspiel «Feldgraue Scheiben» von Hanspeter Gschwend.
- 1992 Berner Filmpreis für «Die Gewalt der Friedfertigen – Frère Roger von Taizé».